# Aurillac
Aurillac (AFI:  [oʁiˈjak]; in occitano Orlhac, AFI: [urˈʎak]/[urˈʎat]) è un comune francese di 25.531 abitanti  capoluogo nel dipartimento del Cantal, nella regione Alvernia-Rodano-Alpi.
I suoi abitanti si chiamano, in francese, Aurillacois (AFI: [oʁijaˈkwa]).
Situata nel Massiccio Centrale, la città è un centro agricolo molto importante per quanto riguarda la produzione di formaggio. Produce anche ombrelli, materiali per edilizia e materie plastiche ed è un importante centro anche per il terziario (turismo).
Edificata nel IX secolo, è famosa per la Madonna nera intagliata nel legno.

## Società

### Evoluzione demografica
Abitanti censiti

## Amministrazione

### Cantoni
Fino al 2014 la città era amministrativamente divisa in quattro cantoni dell'Arrondissement di Aurillac:
- Cantone di Aurillac-1: comprende parte della città di Aurillac
- Cantone di Aurillac-2: comprende parte della città di Aurillac e i comuni di Saint-Paul-des-Landes, Sansac-de-Marmiesse e Ytrac
- Cantone di Aurillac-3: comprende parte della città di Aurillac
- Cantone di Aurillac-4: comprende parte della città di Aurillac e i comuni di Giou-de-Mamou, Laroquevieille, Lascelle, Mandailles-Saint-Julien, Marmanhac, Saint-Cirgues-de-Jordanne, Saint-Simon, Velzic e Yolet.

A seguito della riforma approvata con decreto del 13 febbraio 2014, che ha avuto attuazione dopo le elezioni dipartimentali del 2015, il territorio comunale della città è stato ripartito in tre nuovi cantoni:
- Cantone di Aurillac-1: comprende parte della città di Aurillac e il comune di Ytrac
- Cantone di Aurillac-2: comprende parte della città di Aurillac
- Cantone di Aurillac-3: comprende parte della città di Aurillac

### Gemellaggi
Dal 1972, Aurillac e la confinante Arpajon-sur-Cère hanno un comitato di gemellaggi comune e hanno relazioni con i comuni di:
- Bocholt, dal 1972
- Bassetlaw, dal 1980
- Bougouni, dal 1985
- Altea, dal 1992
- Vorona, dal 2000

## Storia
L'origine di Aurillac risale sicuramente all'epoca gallo-romana, ma di essa si conoscono notizie solo a partire dall'anno 855, anno della nascita del conte Geraldo. Verso l'anno 885, quest'ultimo fondò un'abbazia che più tardi prese il suo nome, e in cui si formò Gerberto, destinato a diventare papa, il primo francese, col nome di Silvestro II. La città si costituì attorno al nucleo centrale dell'abbazia: di forma circolare, questa prima unità urbana è ancora riconoscibile. Nel XIII secolo si formarono le prime usanze municipali, malgrado l'opposizione degli abati dell'epoca. L'influenza di questi ultimi terminò con la vittoria dei consoli e la presa del castello di Saint-Etienne nel 1255. Tra il XIII secolo e il XIV secolo, nel corso della guerra dei cent'anni, Aurillac subì molti assedi da parte degli Inglesi; nel XVI secolo fu teatro di disordini nel corso delle guerre di religione, e nel 1569 subì un terribile saccheggio da parte dei protestanti. Prima della Rivoluzione francese, Aurillac portava il titolo di capitale dell'Alta Alvernia. Con la creazione dei dipartimenti ebbe un periodo di alternanza con Saint-Flour; in seguito, invece, diventò stabilmente il capoluogo del Cantal. Con l'arrivo della ferrovia, nel 1866, lo sviluppo della città aumentò: dai 6.268 abitanti del 1759 passò agli oltre 30.000 abitanti odierni. Ancora oggi Aurillac è una città di scambi e di commercio.

## Geografia fisica

### Clima
Aurillac non è la città più fredda di Francia, come vorrebbe una voce diffusa. È semplicemente la città più elevata tra quelle sui pannelli meteo delle televisioni francesi. Il delegato dipartimentale di Météo France, Jean-Pierre Lamarchand, ha fatto pubblicare delle rassegne stampa con cui, facendo riferimento alle misurazioni di temperatura effettuate negli ultimi 80 anni, dimostra che questa diceria è falsa.

## Luoghi d'interesse
- Abbazia di Aurillac
- Chiesa di Notre-Dame-aux-Neiges, antica cappella del convento dei Cordeliers (XV sec.).
- Cappella di Aurinques (XVI sec)
- Castello Saint-Étienne

## Infrastrutture e trasporti
Il comune è servito dall'omonima stazione ferroviaria.